# روس ولز
روس ولز (به انگلیسی: Ross Wales) (زادهٔ ۱۷ اکتبر ۱۹۴۷) شناگر اهل ایالات متحده آمریکا است.